# Ткачова Катерина Юріївна
Катери́на Ю́ріївна Ткачо́ва (* 1998) — українська синхроністка. Бронзова призерка чемпіонату світу.

## З життєпису
Народилась 1998 року в місті Харків. Виграла дві бронзові медалі на Європейських іграх-2015 — посіла третє місце в командних і комбінаційних змаганнях. Представляла команду Харківської області.
Бронзова призерка 15-го юніорського чемпіонату світу-2016.